# Abortus in Suriname
Abortus in Suriname is wettelijk alleen toegestaan wanneer daarmee het leven van de zwangere vrouw moet worden gered. Afbraak van de zwangerschap mag formeel niet wanneer die bedoeld is om de geestelijke of lichamelijke gezondheid van de vrouw te beschermen. In het algemeen wordt illegale abortus echter vaak gedoogd in Suriname.

## Wetgeving
De maatregelen die hiervoor zijn opgenomen in de Surinaamse wetgeving zijn maximaal drie jaar gevangenisstraf voor een vrouw die bewust abortus heeft laten plegen en maximaal vierenhalf jaar voor degene die hem heeft voltrokken. Die laatste straf kan oplopen tot twaalf jaar wanneer diegene de abortus heeft ingezet buiten de wil van de vrouw om.

## Medische methodes
Abortussen worden in Suriname meestal uitgevoerd door middel van curettage. In Suriname zijn meerdere klinieken en vrouwenorganisaties actief op abortusgebied. Daarnaast worden abortussen ingezet door illegale klinieken of buiten de formele praktijk om door gynaecologen. Daarnaast is er een levendige handel in het middel Cytotec, waarbij kans is op levensgevaarlijke complicaties. Dit middel is eigenlijk bedoeld om de maagwand tijdens een maagzweer te beschermen. Jaarlijks belanden gemiddeld vijfhonderd vrouwen met een afgebroken zwangerschap in het Academisch Ziekenhuis Paramaribo, van wie zeventig procent dit op een onveilige manier probeerde.

## Abortuscijfers
Rond 2016 werden er jaarlijks rond de tienduizend abortussen in Suriname gepleegd, evenveel als er kinderen geboren worden. Tegen de achtergrond speelt vaak verkrachting, incest, jeugdigheid, overspel en de sociale omstandigheid, terwijl het relatief hoge aantal daarnaast wordt geweten aan het gebrek aan en de prijs van voorbehoedsmiddelen. Ook komen veel tienerzwangerschappen voor in Suriname. Tussen 2010 en 2015 lag het geboortecijfer op 35 per 1000 tieners. Ter vergelijking lag dit aantal in België en Nederland op 4 tot 6, waar abortussen wel zijn toegestaan voor de lichamelijke en psychische gezondheid van de vrouw.